# 니콜라이 가말레야
니콜라이 표도로비치 가말레야(러시아어: Никола́й Фёдорович Гамале́я; 1859년 17 February[율리우스력 5 February] – 1949년 3월 29일)는 자포로자 코자크 혈통의 러시아, 우크라이나, 소련의 의사이자 과학자로, 미생물학 및 백신 연구에서 선구적인 역할을 했다.

## 전기
가말레야는 당시 러시아 제국의 일부였던 오데사에서 보로디노 전투에 참전했던 퇴역 장교의 가족으로 태어났다. 그는 1880년에 오데사의 노보로시스키 대학교(현재 오데사 대학교)를 졸업하고, 1883년에 상트페테르부르크 군사 의학 아카데미(현재 S.M. 키로프 군사 의학 아카데미)를 졸업했다. 그 후 그는 고향 오데사에서 존경받는 병원 의사가 되었다.
가말레야는 1886년에 프랑스에 있는 루이 파스퇴르의 연구실에서 일했다. 귀국 후 파스퇴르의 모델을 따라 일리야 메치니코프와 함께 광견병 예방접종 연구와 우역 및 콜레라 퇴치, 결핵 진단을 위한 가래 (의학), 탄저 백신 제조 연구를 위한 오데사 세균학 연구소를 조직했다. 오데사 세균학 연구소는 러시아 최초의 세균학 관측소가 되었다.
열악한 시설과 소수의 직원에도 불구하고 과학자들은 광견병 백신이 가장 효과적인 조건을 알아낼 수 있었다. 콜레라 백신에 사멸된 간균강을 사용하는 가말레야의 제안은 나중에 광범위하게 성공적으로 적용되었다. 유사한 역들이 곧 키이우 (1886), 예카테리노슬라프 (1897), 체르니히우 (1897)에 설립되었다.
콜레라의 원인학에 대한 1892년 박사 학위 논문을 방어한 후 (1893년 출판), 가말레야는 1896년부터 1908년까지 오데사 세균학 연구소의 소장으로 재직했다. 1898년에 전염성 "효소"에 의한 탄저균 박테리아의 용해 (생물학)에 대해 보고하면서, 가말레야는 박테리아를 파괴하는 살균소로 알려진 항체를 발견했다.
가말레야는 오데사와 러시아 남부에서 페스트와 싸우기 위해 쥐를 박멸하는 공중 보건 캠페인을 시작했으며, 이목 (동물)이 발진티푸스의 매개체임을 지적했다. 1910년부터 1913년까지 가말레야는 잡지 'Gigiena i sanitariya'(위생 및 위생)를 편집했다.
붉은 군대를 위한 천연두 백신 공급 및 배포를 조직하는 것을 포함한 가말레야의 후기 연구는 소련에서 천연두를 궁극적으로 박멸하는 데 큰 진전을 이루었다.
세균학에 관한 300편 이상의 학술 논문을 쓴 가말레야는 소련 과학 아카데미와 소련 의학 아카데미의 회원이었다. 그는 또한 전연방 미생물학자, 역학자, 감염병 학회 회장을 역임했다.
높이 평가받는 가말레야의 국가 훈장으로는 두 개의 레닌 훈장, 노동적기훈장, 그리고 1943년 국가 스탈린상이 있다.
가말레야는 모스크바에서 사망했다.
모스크바에 있는 가말레야 국립 전염병 및 미생물학 센터는 그의 이름을 따서 명명되었다.

## 더 읽어보기
- Bardell, D (1982). 《An 1898 Report by Gamaleya for a Lytic Agent Specific for Bacillus Anthracis》. 《Journal of the History of Medicine and Allied Sciences》 37. 222–5쪽. doi:10.1093/jhmas/xxxvii.2.222. PMID 6806352.